# Hemliga byrån
Hemliga byrån var en svensk synthpopgrupp bestående av bland andra de svenska författarna Anders Jacobsson och Sören Olsson.
De uppträdde oftast klädda som hemliga spioner i mörka solglasögon, hattar och långa ytterrockar. En av deras mest kända sånger var "Hej, hej, hemskt mycket hej", som blev en hitlåt i Sverige under 1987 och låg på Svensktoppen. En annan känd låt var "Hjärtattack". Hemliga Byrån var även husband i Sveriges Televisions serie Trollkontroll 1990, där de i varje avsnitt spelade upp en ny video.
BBC dök upp och ville att "Hej, hej, hemskt mycket hej" skulle spelas in på engelska, men författarna tackade nej.
Sören och Anders har uppkallat Lill-Erik Linstett och Torleif Andersson i Bertböckerna efter Hemliga Byråns medlemmar Erik Lindstedt (trummor) och Torleif Ander (flöjt) som även spelar samma instrument som de båda litterära figurerna.

## Medlemmar
- Myskogubben (alias  Sören Olsson) - Sång
- Kalle Kod (alias Olle Gustafsson) - Gitarr
- Agent 2,14 (alias Niclas Kahl) - Gitarr
- Sigge Secret (alias Jocke Nordin) - Keyboards
- Doktor Boo (alias Anders Jacobsson) - Bas
- Skummisen (alias Torleif Ander) - Flöjt, slagverk
- Spionfarbrorn (alias Erik Lindstedt) - Trummor

## Diskografi
- 1986 - "Hej, Hej, hemskt mycket hej" Vinylsingel
- 1987 - Hej, Hej, hemskt mycket hej LP
- 1987 - "Attji"                      Vinylsingel
- 1987 - "Tidlösa tiden"               Vinylsingel tillsammans med Ko-Benkes Trio
- 1990 - "Hjärtattack"                Vinylsingel
- 1990 - "Det ska va körv"             Vinylsingel
- 2004 - "Top Secret""             CD

### Fotnoter
1. ↑  ”Svensktoppen”. Sveriges Radio. 25 februari 1987. http://www.sr.se/Diverse/AppData/Isidor/files/2023/3483.txt. Läst 23 juli 2010.
2. ↑  ”Höstsamtal: Anders Jacobsson "Jag är beredd på att sågas av kritikerna"”. meny.nu. 3 november 2010. Arkiverad från originalet den 25 maj 2012. https://archive.is/20120525125839/http://meny.nu/kultur/1.999167--jag-ar-beredd-pa-att-sagas-av-kritikerna-?m=print. Läst 26 juni 2011.